# Frans August Lindell
Frans August Lindell, född 28 november 1858 i Tjällmo socken, Östergötlands län, död 20 juni 1931 i Motala, Östergötlands län, var en svensk tonsättare och spelman.

## Biografi
Frans August Lindell föddes 28 november 1858 på Bohyttan i Tjällmo socken. Han var son till skräddaren Anders Fredrik Lindell (1818-1890-talet) och Ulrika Carlsdotter. Både han far och farfar var spelmän. Lindell började spela fiol vid 14 års ålder och lärde sig då melodier som hans far brukade spela. Under sina ungdomsår spelade han ofta dansmusik. Lindell flyttade 1876 till Kristbergs socken och arbetade där som dräng på några gårdar. Han gifte sig 1881 med Anna Lovisa Carlsdotter (född 1859) och familjen flyttade 1883 till Motala. Där började Lindell att arbeta som verkstadsarbetare på Motala Verkstad. Lindell avled 20 juni 1931 i Motala.
Från och med att Lindell gifte sig så slutade han att spela fiol. Han var till och med utan fiol under 30 år. Under sina sista år i livet tog han upp fiolspelandet.

## Verklista
Dessa låtar upptecknades 1930 av spelmannen Olof Andersson.
- Polska i G-dur efter skolläraren Nerman i Lönsås.
- Polska i E-moll efter fadern.
- Polska i G-dur efter fadern.
- Polska i D-dur efter fadern. Texten löd: Hör du Karin, var har du varit?
- Polska i G-dur efter spelmannen Johan Sunnerberg, Kristbergs socken.
- Polska i D-dur efter spelmannen Johan Sunnerberg, Kristbergs socken.
- Vals Gråtarevalsen i A-moll efter fadern. Valsen hade en text till sig.
- Marsch i D-dur efter fadern.
- Vals i D-dur efter fadern.
- Fäbodtrall i G-dur efter fadern.
- Vals Pumpvalsen i D-dur, komponerad 1902 av Lindell. Den komponerades en natt i verkstaden då en pump var i rörelse och dunkade.
- Gånglåt i G-dur, komponerad 1902 av Lindell. Den komponerades en natt i verkstaden då en pump var i rörelse och dunkade.